# Hart County (Georgia)
Hart County is een county in de Amerikaanse staat Georgia.
De county heeft een landoppervlakte van 601 km² en telt 22.997 inwoners (volkstelling 2000). De hoofdplaats is Hartwell.